# ملكية جامايكا
ملكية جامايكا هي نظام دستوري للحكم يكون فيه منصب الملك وراثيًا والملك صاحب السيادة ورئيس دولة جامايكا. ويمكن أيضًا استخدام مصطلحات سلطة التاج في جامايكا أو سلطة جلالتها في جامايكا أو سلطة الملكة في جامايكا للإشارة إلى السلطة التنفيذية الكاملة لحكومة جامايكا. وعلى الرغم من أن تاج جامايكا له جذوره في التاج البريطاني، إلا أنه تطور ليصبح مؤسسة جامايكية مميزة، ممثلة برموزها الفريدة.
الملك الحالي هو الملك تشارلز الثالث ويتولى الملك العديد من المهام العامة والخاصة في جميع أنحاء جامايكا وبالنيابة عن البلاد في الخارج هو وأعضاء آخرون في العائلة المالكة. ولكن الملك هو العضو الوحيد في العائلة المالكة الذي له دور دستوري، ويمتلك السلطة التنفيذية النهائية، بالإضافة إلى أن امتيازه الملكي ملزم بالقوانين التي سنتها في البرلمان والاتفاقيات والأعراف السابقة، ويترك الأمور اليومية وممارسة السلطة التنفيذية لمجلس وزرائه. في حين أن العديد من السلطات هي للملك وحده، فإن معظم الواجبات الدستورية والاحتفالية الملكية في جامايكا يقوم بها ممثل الملك الحاكم العام.
يعمل تشارلز الثالث، إلى جانب حكمه في جامايكا، بشكل منفصل كملك لكل من دول الكومنولث الأربعة عشر الأخرى. وقد تطور هذا من العلاقة الاستعمارية السابقة لهذه البلدان من قبل بريطانيا، وتعد الآن استقلالية كل دولة من دول الكومنولث واضحة قانونًا.

## الجوانب الدولية والمحلية
تمتلك جامايكا نفس الملك مثل دول الكومنولث الأخرى. وكل دولة ذات سيادة ومستقلة عن تلك الدول، ما يعني أن النظام الملكي الجامايكي له طابع منفصل ومشترك، وبالتالي لم يعد النظام الملكي مؤسسة بريطانية حصرية، على الرغم من أنه غالبًا ما يطلق عليها ملكية بريطانية (باللغتين القانونية والعامة) لأسباب تاريخية وسياسية وتوافقية. وفي جميع شؤون دولة جامايكا تقدم النصيحة للملك فقط من قبل وزراء التاج الجامايكيين. وبموجب قانون استقلال جامايكا لعام 1962، لا يمكن لأي حكومة بريطانية أو أي دولة أخرى تقديم المشورة للملك في الأمور المتعلقة بجامايكا.
بالنظر إلى هذه الترتيبات، يُعتبر من المستحيل أن يستقبل ملك جامايكا سفيرًا من أي دولة يكون ملكًا لها أو يرسل سفيرًا إليها. وبدلًا من ذلك، تطورت ممارسة إرسال المندوبين الساميين، حيث يجري إرسال الشخص ليكون ممثلًا لأحد حكومات الكومنولث عند حكومة أخرى من حكوماته.

### اللقب والأسلوب
تبرز أيضًا الجوانب المشتركة والمحلية للتاج في لقب جامايكا للملك، وهو حاليًا إليزابيث الثانية، بفضل نعمة الله، ملكة جامايكا ودولها وأقاليمها الأخرى، رئيسة الكومنولث. ويجري التعبير عن دور الملكة على وجه التحديد بصفتها ملكة جامايكا، فضلًا عن وضعها كملكة للدول الأخرى، من خلال ذكر جامايكا بشكل منفصل عن أراضي الملكة الأخرى، ولكن جنبًا إلى جنب معها. عادةً ما يكون اسم الملكة ملكة جامايكا، ويجري التعامل معها على هذا النحو عندما تكون في جامايكا أو تؤدي واجبات نيابة عن جامايكا في الخارج.

### الموارد المالية
لا يستمد الملك من خزائن جامايكا إلا الدعم في أداء واجباته عندما يكون في جامايكا أو يتصرف كملك جامايكا في الخارج؛ ولا يدفع الجامايكيون أي أموال للملك، سواء من أجل الدخل الشخصي أو لدعم المساكن الملكية خارج جامايكا. وهذا ينطبق بالمثل على أفراد العائلة المالكة الآخرين. في العادة، تدفع أموال الضرائب فقط التكاليف المرتبطة بالحاكم العام في ممارسة صلاحيات التاج، بما في ذلك السفر والأمن والإقامة والمكاتب والاحتفالات وما شابه.

### خط الخلافة
تخضع الخلافة للبكر المطلق لأحكام الخلافة في قانون التاج لعام 2013، وكذلك قانون التسوية لعام 1701، ووثيقة الحقوق لعام 1689. ويقصر هذا التشريع الخلافة على الابن الطبيعي (أي غير المتبنى)، من نسل صوفي ناخبة هانوفر، وينص على أن الملك لا يمكن أن يكون رومانيًا كاثوليكيًا، ولا متزوجًا من أحد الرومان الكاثوليك، ويجب أن يتبع كنيسة إنجلترا عند تولي العرش. ولا تزال هذه القوانين الدستورية، التي تنطبق على جامايكا، تحت سيطرة البرلمان البريطاني، من خلال اعتماد النظام الأساسي وستمنستر، وافقت كل من المملكة المتحدة وجامايكا على عدم تغيير قواعد الخلافة دون موافقة وإجماع من الدول الأخرى، ما لم يترك أحد الأطراف صراحة العلاقة الملكية المشتركة؛ وتنطبق الحالة بشكل مماثل في جميع المجالات الأخرى، والتي جرى تشبيهها بمعاهدة بين هذه البلدان. وبالتالي فإن خط الخلافة في جامايكا لا يزال مطابقًا لخط الخلافة في المملكة المتحدة.
عند زوال الملك (وفاة أو تنازل الملك)، من المعتاد أن يجري إعلان تولي الملك الجديد علنًا من قبل الحاكم العام. بغض النظر عن أي إعلانات، فإن وريث الملك الراحل ينجح على الفور وبشكل تلقائي، دون الحاجة إلى تأكيد أو احتفال آخر؛ ومن هنا ظهرت عبارة «مات الملك، عاش الملك!». وبعد فترة حداد مناسبة، يتوج الملك أيضًا في المملكة المتحدة، على الرغم من أن هذه الطقوس ليست ضرورية لحكم صاحب السيادة؛ مثلًا، لم يتوج إدوارد الثامن أبدًا، ومع ذلك كان بلا شك ملكًا خلال الفترة القصيرة التي قضاها على العرش. ولا يتأثر جميع نواب الملك، والقضاة، وموظفي الخدمة المدنية، والمشرعين، والضباط العسكريين، وما إلى ذلك، بوفاة الملك. بعد أن يتولى الملك العرش، عادة ما يستمر في الحكم حتى الموت. ولا يُسمح للملوك بالتنازل عن العرش من جانب واحد؛ الملك الوحيد الذي تنازل عن العرش، إدوارد الثامن، فعل ذلك قبل أن تصبح جامايكا مستقلة، وحتى ذلك الحين، فقط بإذن من قوانين خاصة صادرة عن البرلمان في الدومينيون.

## تجسيد الدولة
منذ استقلال جامايكا جرى الاعتراف بدور التاج كملك لجامايكا وتعزيزه على أنه منفصل عن منصبه كملك للمملكة المتحدة. ومنذ بداية عهد الملكة إليزابيث الثانية فصاعدًا، جرى تغيير الرموز الملكية في جامايكا أو إنشاء رموز جديدة لجعلها جامايكية مميزة، مثل زيادة شعارات النبالة الملكية لجامايكا في عام 1962 والعلم الملكي لجامايكا، الذي وضع في عام 1962. ويعتبر الملك اليوم بمثابة التجسيد أو الشخصية القانونية لدولة جامايكا. لذلك، يشار إلى الدولة باسم سلطة جلالتها في جامايكا؛ مثلًا، إذا رفعت دعوى قضائية ضد الحكومة، يوصف المدعى عليه رسميًا بأنه سلطة جلالتها في جامايكا، أو ببساطة الملكة. على هذا النحو، فإن الملك هو مالك جميع أراضي الدولة (التي تسمى أراضي التاج) والمباني والمعدات (تسمى ملكية التاج) والشركات المملوكة للدولة (تسمى شركات التاج) وحقوق التأليف والنشر لجميع المنشورات الحكومية (تسمى حقوق النشر الخاصة بالتاج)، وكذلك الوصاية على الأطفال بالتبني (تسمى وصاية التاج)، وذلك يعود للملك عبر منصبه وليس كفرد. ويجري تعيين الموظفين الحكوميين أيضًا من قبل الملك، وكذلك الحاكم العام والقضاة وأعضاء قوة دفاع جامايكا وضباط الشرطة والبرلمانيين، الذين يعملون جميعًا من الناحية التقنية لصالح الملك. وطُلب من العديد من موظفي التاج بموجب القانون أداء قسم الولاء للملك قبل تولي مناصبهم، في المقابل قسم التتويج الخاص بالملك، يعد هو أو هي «بحكم شعوب جامايكا وفقًا لقوانينهم وأعرافهم». باستثناء القسم الخاص بأعضاء مجلس الشيوخ، فقد جرى تعديل قسم الولاء في عام 2002، وإزالة ذكر الملك.